# Liste der ältesten Zeitungen

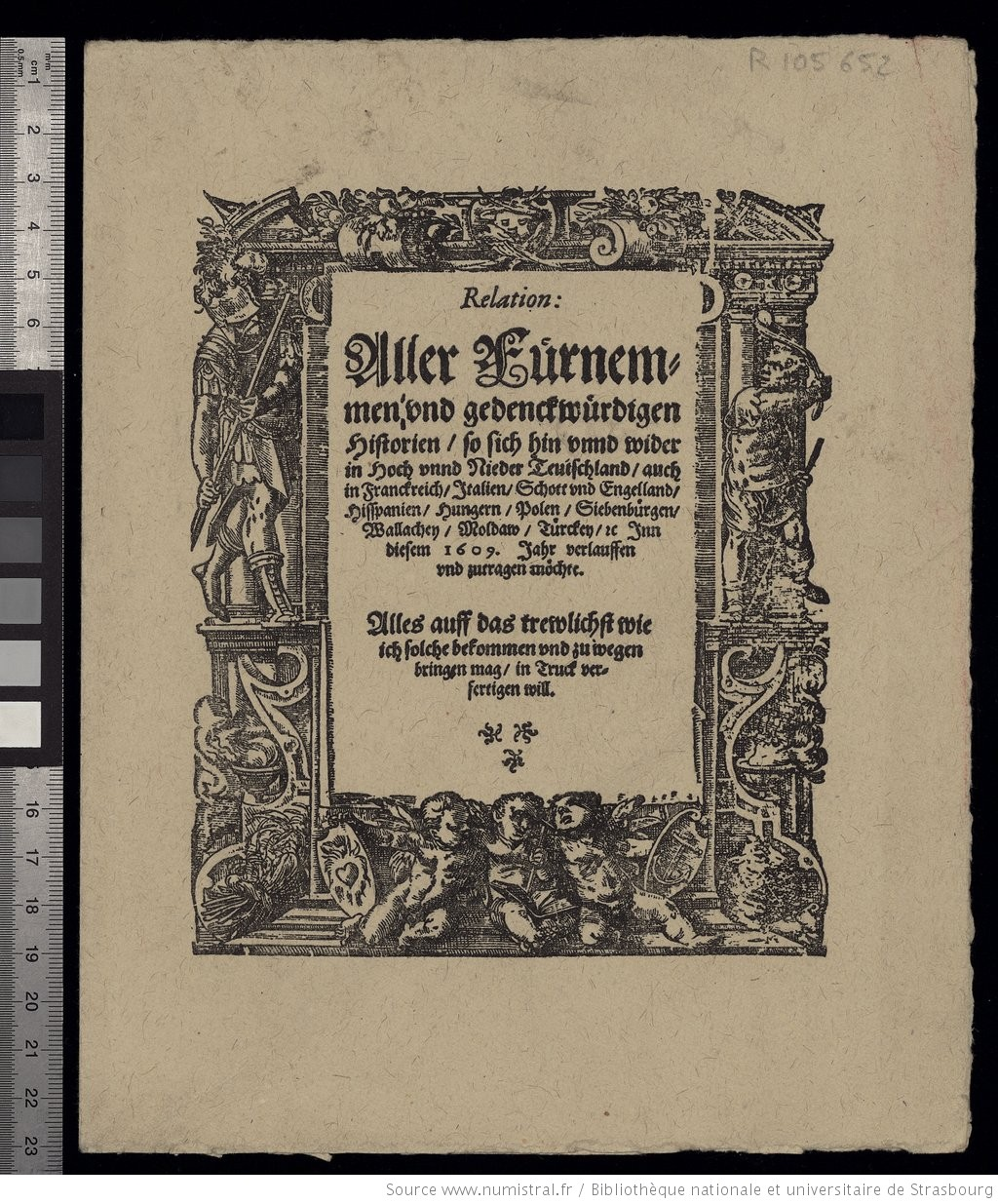
Titelblatt der deutschen Relation von 1609, der ersten Zeitung der Welt

Diese Liste der ältesten Zeitungen führt die Zeitungen der Welt nach ihrem Gründungsdatum sortiert auf; dabei wird nach Weltregionen unterschieden. Die ersten Zeitungen entstanden im frühmodernen Europa, als gedruckte Periodika die bis dahin geläufigen handgeschriebenen Informationsblätter rasch vom Markt verdrängten. Die Entstehung der Presse ist im Zusammenhang mit der gleichzeitigen Ausbreitung des Buchdrucks zu sehen, von dessen Druckerpresse sie ihren Namen ableitet.

## Definition
Abgesehen von ihrer Erscheinungsform als Druckwerk sind die für eine Zeitung weiteren typischen Merkmale:
- Publizität: ihr Inhalt ist allgemein und öffentlich zugänglich.
- Periodizität: sie wird in regelmäßigen Zeitabständen herausgebracht.
- Aktualität: ihre Informationen sind aktuell.
- Universalität: sie befasst sich mit einer Vielzahl von Themenbereichen.

## Liste
Die folgenden Einträge stellen eine Auswahl dar:

### Europa
| Jahr | Zeitung                                                | Sprache        | Ort               | Land                                   |
| ---- | ------------------------------------------------------ | -------------- | ----------------- | -------------------------------------- |
| 1605 | Relation aller Fürnemmen und gedenckwürdigen Historien | Deutsch        | Straßburg         | Heiliges Römisches Reich (Frankreich)  |
| 1609 | Aviso, Relation oder Zeitung                           | Deutsch        | Wolfenbüttel      | Heiliges Römisches Reich               |
| 1610 | Ordinari-Zeitung                                       | Deutsch        | Basel             | Alte Eidgenossenschaft (Schweiz)       |
| 1615 | ?                                                      | Deutsch        | Frankfurt am Main | Heiliges Römisches Reich               |
| 1617 | Avisen                                                 | Deutsch        | Berlin            | Heiliges Römisches Reich               |
| 1618 | Courante uyt Italien, Duytslandt, &c.                  | Niederländisch | Amsterdam         | Heiliges Römisches Reich (Niederlande) |
| 1618 | Wöchentliche Zeitung aus mancherley Orten              | Deutsch        | Danzig            | Polen-Litauen                          |

### Ferner Osten
| Jahr        | Zeitung                               | Sprache    | Ort      | Land  |
| ----------- | ------------------------------------- | ---------- | -------- | ----- |
| 1861        | Nagasaki Shipping List and Advertiser | Englisch   | Nagasaki | Japan |
| 1881        | Chosen shinpo                         | Japanisch  | Busan    | Korea |
| 1883 (1886) | Hanseong sunbo (Hanseong Jubo)        | Koreanisch | ?        | Korea |